# Coppa
Pour les articles ayant des titres homophones, voir Copa et Kopa.
Pour les articles homonymes, voir Coppa (homonymie).
La coppa (ou capocollo) est une salaison typique du nord de l'Italie, du Tessin et des Grisons italophones en Suisse et de Corse en France, élaborée à partir du muscle cervical de porc allant du cou à la quatrième ou cinquième côte de l'épaule ou du cou de porc, désossé, salé, séché et affiné.
Après une période de 6 mois de maturation (et quelquefois davantage), le produit fini se présente sous forme cylindrique et d'un poids égal ou supérieur à 1,5 kg. À la découpe, la tranche est de couleur rouge veiné de blanc rosé.

## Terminologie
Cette salaison est généralement appelée capocollo ou coppa. Ce nom est un composé des mots capo (« tête » et collo (« cou »). Les termes régionaux sont capicollo (Campanie et Calabre) et capicollu (Corse).
On trouve aussi les termes bondiola ou bondiola curada en Argentine, au Paraguay et en Uruguay, et capicola ou capicolla en Amérique du Nord. Le nom gabagool a été utilisée par les Italo-Américains dans la région de New York et dans le Nord-Est des États-Unis, basé sur la prononciation de « capcuoll » dans les dialectes de la classe ouvrière du napolitain du XIXe et du début du XXe siècle. Il a notamment été utilisé dans la série télévisée Les Soprano, et son utilisation est devenue un stéréotype bien connu,,.

## Fabrication
Dans sa production, la coppa est d'abord légèrement assaisonné souvent avec du vin rouge et parfois du vin blanc, de l'ail et une herbe aromatique et des épices qui diffèrent selon la région. La viande est ensuite salée (et était traditionnellement massée), farcie dans un boyau naturel et suspendue jusqu'à six mois pour durcir. Parfois, l'extérieur est frotté avec du paprika chaud avant d'être suspendu et séché.
La coppa de Corse se fait avec la race de porc nustrale, typique de l'île.

## Commerce
Les agriculteurs, artisans et industriels de plusieurs territoires de production ont demandé un label de protection des appellations d'origines européen :
- Coppa de Piacentina : appellation d'origine protégée (AOP) enregistrée le 2 juillet 1996 ;
- Coppa de Parme : Indication géographique protégée (IGP) enregistrée le 8 novembre 2011 ;
- Coppa de Corse : appellation d'origine protégée (AOP)[8].

La coppa est appréciée pour sa saveur délicate et sa texture tendre et grasse et est souvent plus chère que la plupart des autres salaisons. Dans de nombreux pays, elle est vendue comme aliment gastronomique.

## Utilisation
Elle est généralement tranchée fin pour être utilisé dans les antipasti ou les sandwichs tels que le muffuletta, le sandwich sous-marin italien et le panini, ainsi que certaines pizzas italiennes. Elle est aussi dégustée avec un ciambellino, au petit déjeuner le matin de Pâques.
En Corse, elle se déguste souvent à l'apéritif ou dans des sandwichs.

## Variétés

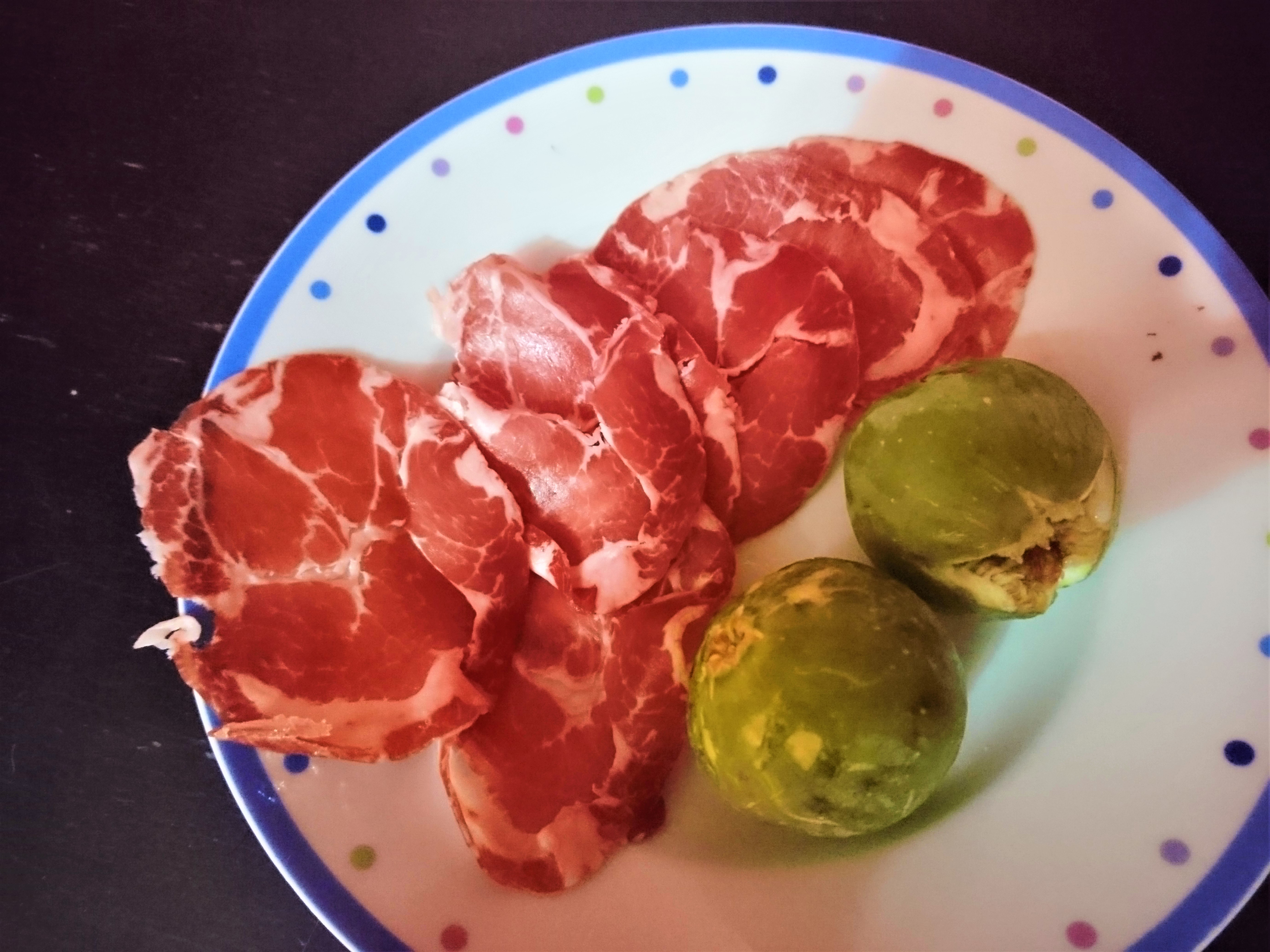
Coppa di Martina Franca.

Trois variétés particulières, la Coppa Piacentina et la Coppa di Calabria et la Coppa de Corse, ont le statut d'appellation d'origine protégée en vertu de la politique agricole commune du droit de l'Union européenne, qui garantit que seuls les produits véritablement originaires de ces régions sont autorisés dans le commerce en tant que tels,.
Cinq autres régions italiennes produisent de la coppa et ne sont pas couvertes par la législation européenne, mais sont désignées comme Produit agroalimentaire traditionnel italien par le ministère des Politiques agricoles, alimentaires et forestières :
- Coppa della Basilicate[11] ;
- Coppa del Lazio[12] ;
- Coppa di Martina Franca[13], coppa traditionnelle des Pouilles. Elle est fumée avec des feuilles de laurier, du thym, des amandes, des herbes méditerranéennes et des morceaux d'écorce de chêne macédonien (appelé fragno en italien), un arbre typique du sud-est de l'Italie, des Balkans et de l'ouest de la Turquie. Traditionnellement, elle est servie avec des figues ;
- Coppa tipico senese ou finocchiata, de Toscane[14] ;
- Caoppa dell' Umbria[15].